# Lassay-sur-Croisne
Lassay-sur-Croisne  es una población y comuna francesa, en la región de Centro, departamento de Loir y Cher, en el distrito de Romorantin-Lanthenay y cantón de Selles-sur-Cher.

## Sitios y Monumentos

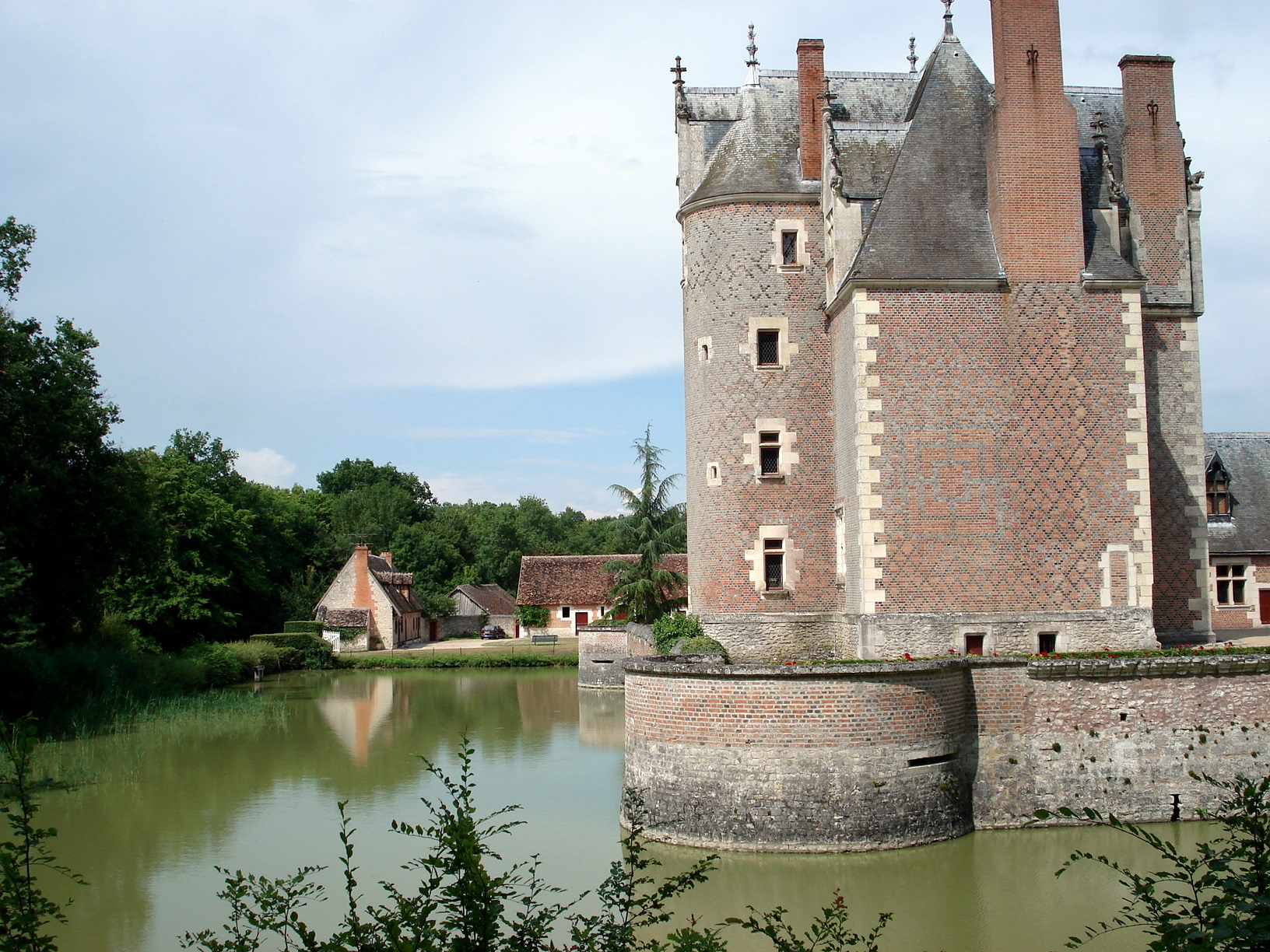
Château du Moulin

El Château Moulin , construido por Jacques de Persigny de Philippe Moulin, chambelán de Charles VIII de Francia  en el siglo XV. En la actualidad alberga el Conservatorio y el Museo de la fresa (fruta).
El castillo, edificado a partir de 1480, merece la denominación de obra maestra por la armonía de sus líneas, por su sobriedad y por el rigor de su concepción.

## Demografía
| 142 | 137 | 127 | 145 | 168 | 184 | 223 |
| Para los censos de 1962 a 1999 la población legal corresponde a la población sin duplicidades (Fuente: INSEE [Consultar]) |     |     |     |     |     |     |